# Lawrence E. Boese
Lawrence E. Boese (* 11. Juni 1943 in Nashville, Davidson County, Tennessee) ist ein pensionierter Generalleutnant der United States Air Force. Er war unter anderem Kommandeur der 11. Luftflotte  (Eleventh Air Force).
Er ist ein Sohn von Hans Rudolph Boese und dessen Frau Maidye Pearl Grimland. Über das ROTC-Programm des Virginia Military Institutes gelangte er im Jahr 1966 in das Offizierskorps der United States Air Force. Dort durchlief er anschließend alle Offiziersränge vom Leutnant bis zum Drei-Sterne-General.
Im Lauf seiner militärischen Karriere absolvierte er verschiedene Kurse und Schulungen. Dazu gehörten unter anderem eine Ausbildung zum Kampfpiloten und weitere Fortbildungskurse als Pilot neuer Flugzeugtypen; die Squadron Officer School und das Air Command and Staff College, beide über einen Fernkurs, sowie das Air War College. Außerdem erhielt er akademische Grade von der Central Michigan University und der Harvard Kennedy School.
In seinen frühen Jahren als Offizier der Luftwaffe war er an verschiedenen Stützpunkten stationiert. Dabei war er als Pilot oder Stabsoffizier bei unterschiedlichen Einheiten tätig. Dazwischen absolvierte er die erwähnten Schulungen. Als Stabsoffizier war er unter anderem im Hauptquartier der Air Force tätig. Zwischen Juli 1968 und Juli 1969 war er als Kampfpilot im Vietnamkrieg eingesetzt. Dabei gehörte er der 480. Kampfstaffel (480th Tactical Fighter Squadron) an, die auf der Da Nang Air Base in Südvietnam stationiert war. Nach zwischenzeitlich anderen Verwendungen kehrte er im März 1970 für ein weiteres Jahr in den Fernen Osten zurück. Dabei war er auf der Udorn Royal Thai Air Force Base in Thailand stationiert.
Nach seiner Heimkehr setzte er seine Offizierslaufbahn bei mehreren Einheiten und in unterschiedlichen Funktionen fort. Zwischen September 1981 und Juli 1985 gehörte er in verschiedenen Funktionen dem Stab des Hauptquartiers der Air Force an. Daran schloss sich eine Versetzung zur Nellis Air Force Base in Nevada an. Dort war er zwischen Juli 1985 und Oktober 1986 stellvertretender Kommandeur des 474. Kampfgeschwaders (474th Tactical Fighter Wing). Danach übernahm er auf der Hill Air Force Base in Utah das Kommando über das 388. Kampfgeschwader (388th Tactical Fighter Wing), das er zwischen Oktober 1986 und Mai 1988 innehatte.
Nach dem Ende dieses Auftrags wurde Lawrence Boese nach Deutschland versetzt. Zwischen Mai und August 1988 war er auf der Ramstein Air Base Generalinspekteur im Hauptquartier der United States Air Forces in Europe. Danach übernahm er, ebenfalls auf der Ramstein AB, das Kommando über die 316. Luftdivision (316th Air Division), das er zwischen August 1988 und Juni 1990 ausübte. Gleichzeitig war er Leiter der Kaiserslautern Military Community. In diese Zeit fiel das Flugtagunglück von Ramstein, an dem Boese aber keinen persönlichen Anteil hatte. Im Juni 1990 übernahm er die Leitung der Stabsabteilung für Planungen im Hauptquartier der United States Air Forces in Europe. Diesen Posten bekleidete er bis zum Juli 1991.
Sein nächster Auftrag führte Lawrence Boese zur Langley Air Force Base in Virginia. Dort leitete er bis zum Juni 1992 die Stabsabteilung für Operationen des Tactical Air Commands. Danach blieb er auf der Langley AFB wechselte aber zum Stab des Air Combat Commands, dessen Stabsabteilung für Operationen dann bis zum Juli 1994 von ihm geleitet wurde. Am 29. Juni 1994 übernahm Lawrence Boese auf der Elmendorf Air Force Base in Alaska als Nachfolger von Joseph W. Ralston das Kommando über die für Alaska zuständige 11. Luftflotte. Dieses Amt bekleidete er bis zum 21. August 1996, als er von Patrick K. Gamble abgelöst wurde. Anschließend schied er aus dem aktiven Militärdienst aus.
Während seiner aktiven Zeit als Militärpilot absolvierte er über 2800 Flugstunden auf verschiedenen Flugzeugtypen.

## Daten der Beförderungen
| Abzeichen | Rang               | Jahr             |
| --------- | ------------------ | ---------------- |
|           | Second Lieutenant  | 12. Juni 1966    |
|           | First Lieutenant   | 8. Dezember 1967 |
|           | Captain            | 8. Juni 1969     |
|           | Major              | 1. März 1975     |
|           | Lieutenant Colonel | 1. April 1978    |
|           | Colonel            | 1. Juli 1981     |
|           | Brigadier General  | 1. August 1988   |
|           | Major General      | 1. Juni 1991     |
|           | Lieutenant General | 29. Juli 1994    |

## Orden und Auszeichnungen
Lawrence Boese erhielt im Lauf seiner militärischen Laufbahn unter anderem folgende Auszeichnungen:
- Air Force Distinguished Service Medal
- Legion of Merit
- Distinguished Flying Cross
- Meritorious Service Medal
- Air Medal
- Vietnam Service Medal
- Gallantry Cross (Südvietnam)